# マカオサッカー協会
マカオサッカー協会（マカオサッカーきょうかい、中国語: 澳門足球總會, ポルトガル語: Associação de Futebol de Macau）は、マカオにおけるサッカーの活動の振興を行う統括団体である。1939年に設立。1976年にアジアサッカー連盟（AFC）に加盟し、1978年に国際サッカー連盟（FIFA）に加盟した。

## 運営・組織
- サッカーマカオ代表
- U-23サッカーマカオ代表
- サッカーマカオ女子代表（英語版）
- マカオサッカーリーグファーストディビジョン
- タッサ・デ・マカオ（英語版）